# Quận Worth, Georgia
Quận Worth là một quận trong tiểu bang Georgia, Hoa Kỳ. Quận lỵ đóng ở thành phố Sylvester 6. Theo điều tra dân số năm 2000 của Cục điều tra dân số Hoa Kỳ, quận có dân số 21.967 người 2. Dân số năm 2007 ước khoảng 21.285 người.

## Lịch sử
Worth Quận đã được lập ra từ các quận Dooly và Irwin vào ngày 20 tháng 12 năm 1853, bởi một đạo luật của Hội đồng Georgia, trở thành quận thứ 106 của tiểu bang. Quận được đặt tên cho Thiếu tướng William J. Worth của New York.
Năm 1905, một số khu vực của quận Worth Quận đã tách ra để tạo lập quận Tift và quận Turner.

## Địa lý
Theo Cục điều tra dân số Hoa Kỳ, quận có tổng diện tích 575 dặm vuông (1.488 km ²), trong đó, 570 dặm vuông (1.476 km ²) là đất và 5 dặm vuông (13 km ²) của nó là nước. Tổng diện tích là 0,85% diện tích mặt nước. 

## Thông tin nhân khẩu
Theo điều tra dân số 2 năm 2000, đã có 21.967 người, 8.106 hộ, và 6.120 gia đình sống trong quận. Mật độ dân số là 39 người cho mỗi dặm vuông (15/km ²). Có 9.086 đơn vị nhà ở với mật độ trung bình là 16 cho mỗi dặm vuông (6/km ²). Cơ cấu dân tộc dân cư quận với 68,69% người da trắng, 29,57% da đen hay Mỹ gốc Phi, 0,36% người Mỹ bản xứ, 0,22% người châu Á, 0,01% người đảo Thái Bình Dương, 0,61% từ các chủng tộc khác, và 0,55% từ hai hoặc nhiều chủng tộc. 1,09% dân số là người Hispanic hay Latino thuộc chủng tộc nào.
Có 8.106 hộ, trong đó 36,3% có trẻ em dưới 18 tuổi sống chung với họ, 55,7% là đôi vợ chồng sống với nhau, 15,7% có chủ hộ là nữ không có mặt chồng, và 24,5% đã không có gia đình. 21,5% các hộ gia đình đã được tạo thành từ các cá nhân và 9% có người sống một mình 65 tuổi trở lên đã được người. Bình quân mỗi hộ là 2,68 và cỡ gia đình trung bình là 3,12.
Trong quận, độ tuổi dân củ với 28,6% ở độ tuổi dưới 18, 8,1% 18-24, 27,50% 25-44, 23,90% 45-64, và 12% những người 65 tuổi trở lên. Tuổi trung bình là 36 năm. Cứ mỗi 100 nữ có 92,00 nam giới. Cứ mỗi 100 nữ 18 tuổi trở lên, đã có 87,80 nam giới.
Thu nhập trung bình cho một hộ gia đình trong quận đã được $ 32.384, và thu nhập trung bình cho một gia đình là $ 38.887. Nam giới có thu nhập trung bình $ 31.668 so với 20.950 $ cho phái nữ. Thu nhập trên đầu người của dân cư quận đạt $ 15.856. 18,50% dân số và 14,7% gia đình sống dưới mức nghèo khổ. 25% những người ở độ tuổi dưới 18 và 20,2% của những người 65 tuổi trở lên đang sống dưới mức nghèo khổ.